# Parafia Świętych Apostołów Piotra i Pawła w Wasilkowie
Parafia Świętych Apostołów Piotra i Pawła – parafia prawosławna w Wasilkowie, w dekanacie Białystok należącym do diecezji białostocko-gdańskiej.
Na terenie parafii funkcjonuje 1 cerkiew i 1 kaplica:
- cerkiew Świętych Apostołów Piotra i Pawła w Wasilkowie – parafialna
- kaplica św. Tomasza w Wailkowie – cmentarna

## Historia
Parafia powstała w 1566.
Cerkiew parafialna Świętych Apostołów Piotra i Pawła została wybudowana w 1853 w stylu bizantyjsko-ruskim. Wewnątrz znajduje się zabytkowy ikonostas. Do cerkwi prowadzi późnoklasycystyczna brama o unikalnej architekturze będąca jednocześnie cerkiewną dzwonnicą.
W 2018 r. rozpoczęto budowę kaplicy cmentarnej pw. św. Tomasza, zaprojektowanej przez Michała Bałasza.

## Liczba wiernych i zasięg terytorialny
Do parafii w 1899 należały miejscowości: Buksztel, Buksztel-Gajówka, Czarna Wieś, Dąbrówka, Dworzysk, Horodnianka, Jakimy, Jałówka, Jaroszówka, Klimki, Kosmaty Borek, Mostek, Ożynnik, Podratowiec, Ponura, Ruda Rzeczka, Sadowy Stok, Sochonie, Studzianki, Wasilków, Wólka, Wólka Ratowiecka, Woroszyły i Złota Wieś.
W 1913 parafia obejmowała 24 wsie i liczyła 2170 wiernych.
Obecnie do parafii należą: Wasilków, Studzianki, Sochonie, Wólka-Przedmieście i Dąbrówki.

## Wykaz proboszczów[1]
- 1755 – ks. Michał Żukowski
- 1843(?)–1857(?) – ks. Antoni Kaczanowski
- 1857–1884 – ks. Iłarion Sosnowski
- 1884–1907 – ks. Piotr Kotowicz
- 1907–1915 – ks. Sergiusz Leśniewski
- 1915–1919 – przerwa w działalności parafii (bieżeństwo)
- 1919–1933 – ks. Włodzimierz Drużyłowski
- 1933–1938 – ks. Mikołaj Rudeczko
- 1938–1939 – ks. Włodzimierz Kudriawcew
- 1939–1957 – ks. Konstanty Michajłow
- 1957–1977 – ks. Jerzy Osipowicz
- 1977–1984 – ks. Anatol Siegień
- 1984–2004 – ks. Aleksander Makal
- od 2004 – ks. Anatol Hajduczenia